# 김태유
김태유(한국 한자: 金泰猷, 1989년 4월 27일 ~ )는 대한민국의 전 축구 선수이며, 포지션은 수비수였다.